# Звёздные врата: Атлантида (сезон 3)
Премьера третьего сезона в США состоялась 14 июля, 2006. Команде Атлантиды удалось остановить флот «Рейфов», не дав ему достигнуть Земли. Потерпев очередное поражение в борьбе с ретровирусом, команда встречает третий год в галактике Пегас. Всё ещё находясь под угрозой нового вторжения Рейфов, они находят ещё более страшных врагов — расу Асуран. В результате неудачного эксперимента они полностью разряжают свой МНТ и снова остаются без надёжных средств связи с Землёй и защитного поля для города. Однако очень скоро они находят в космосе затерянный корабль Древних, экипаж которого «конфискует» Атлантиду и выгоняет оттуда экспедицию, как только попадает в город. КЗВ посылает в город генерала О’Нилла и Ричарда Вулси с дипломатической миссией о восстановлении отношений между Землёй и Древними и возврате экспедиции в город. Однако очень скоро О’Нилл и Вулси связываются с Землёй и сообщают, что город захвачен Асуранами, которые напали и убили Древних. Позже, несмотря на противодействие командования, основной команде Атлантиды удаётся отбить город у Асуран.
Конец сезона начинается с того, что Земля наносит упреждающий ядерный удар по родной планете Асуран с целью уничтожить флот, готовящийся отправиться к Земле. Асуране контратакуют Атлантиду при помощи спутника с мощным лучевым оружием, но город удаётся вывести из-под удара за счёт починённых Асуранами двигателей. Сезон заканчивается, когда город неожиданно оказывается в обычном пространстве на полпути к планете с запасом энергии на 24 часа работы щитов и доктором Вэйр при смерти.

## Эпизоды
| № общий | № в сезоне | Название                                            | Дата премьеры    |
| --- | ---------- | --------------------------------------------------- | ---------------- |
| 41 | 1          | «Нейтральная полоса (вторая часть)» «No Man's Land» | 14 июля 2006     |
| Драматическая ситуация, в которой атлантийцы и вся галактика Млечного Пути оказались в финале второго сезона, получит неожиданную развязку. Тем временем Элизабет Вейр придется доказать, что она по праву занимает своё место, и найти общий язык с инспектором Международного комитета с Земли — Ричардом Вулси. |            |                                                     |                  |
| 42 | 2          | «Незаконнорожденный (третья часть)» «Misbegotten»   | 21 июля 2006     |
| Экипаж корабля-улья практически полностью превратился в людей. Убить их атлантийцам не позволяет мораль, поэтому они перевозят этих обращенных на отдельную планету, где сообщают, что все они больны, а потеря памяти — просто побочный эффект. Но среди них есть и Майкл, который чувствует, что здесь что-то не так, и поднимает восстание. Беккет попадает в ловушку. |            |                                                     |                  |
| 43 | 3          | «Неотразимый» «Irresistible»                        | 28 июля 2006     |
| Команда Шеппарда встречает неприятного человека. Вернее неприятным он кажется им только сначала, а потом становится все милее и милее. Никто не в силах сопротивляться его странному очарованию. А он становится практически хозяином Атлантиды. |            |                                                     |                  |
| 44 | 4          | «Сатеда» «Sateda»                                   | 4 августа 2006   |
| Рейфы захватили Декса и вернули его на родную планету. Снова став жертвой в охоте рейфов, Ронон вынужден ещё раз пережить своё прошлое. Но атлантийцы не собираются бросать друга в беде. «Дедал» отправляется на Сатеду. |            |                                                     |                  |
| 45 | 5          | «Потомки (первая часть)» «Progeny»                  | 11 августа 2006  |
| Команда во главе с Вейр посещает высокоразвитую цивилизацию, которая рассталась с атлантийцами тысячи лет назад, и чья технология безумно напоминает древних. Земляне готовы на все ради МНТ, но новые знакомые не очень-то хотят делиться. Кроме того, похоже, они ненавидят и древних, и Атлантиду, и людей, в нём живущих. |            |                                                     |                  |
| 46 | 6          | «Реальный мир (вторая часть)» «The Real World»      | 18 августа 2006  |
| Элизабет Вейр пробуждается в психиатрической лечебнице, где ей рассказывают, что экспедиция на Атлантиду и Звёздные врата — лишь продукты её воображения. Элизабет то верит, что больница реальна, то вдруг начинает видеть странные образы, которые говорят ей, что на самом деле реальна Атлантида. |            |                                                     |                  |
| 47 | 7          | «Точка соприкосновения» «Common Ground»             | 25 августа 2006  |
| Подполковник Шеппард — заложник дженайского командующего Акастуса Коли. Коля требует, чтобы Лейдон Радим сдался ему, и тогда дженаи признают командующего новым лидером. А для большего убеждения Коуди обещает, что пленный Рейф будет высасывать из Шеппарда жизнь каждые 3 часа. У атлантийцев немного времени для раздумья. |            |                                                     |                  |
| 48 | 8          | «Маккей и миссис Миллер» «McKay and Mrs. Miller»    | 8 сентября 2006  |
| Ради семьи Джинни — сестре Родни Маккея — пришлось оставить карьеру блестящего ученого. Но видимо, гениальность — семейная черта Маккеев, поэтому однажды Джинни изобретает альтернативу МНТ, что сразу же заинтересовало командование Звёздных врат. |            |                                                     |                  |
| 49 | 9          | «Видения» «Phantoms»                                | 15 сентября 2006 |
| Команда атлантийцев пытается вернуться на базу, но попадает под обстрел, когда врата оказываются недоступны. В это время соратники Шеппарда начинают вести себя странно, попав под влияние технологии рейфов. Позже и вся окружающая действительность начинает казаться неестественной. |            |                                                     |                  |
| 50 | 10         | «Возвращение. Часть 1» «The Return. Part 1»         | 22 сентября 2006 |
| Генерал Джек О'Нилл вызван в Атлантиду, чтобы помочь в борьбе с расой асуранцев — древними аналогами человекоподобных репликаторов. Городу угрожает полный захват асуранцами, но в это время появляется корабль древних. Древние фактически выгоняют землян с Атлантиды. |            |                                                     |                  |
| 51 | 11         | «Возвращение. Часть 2» «The Return. Part 2»         | 20 ноября 2006   |
| Асуранцы захватили Атлантиду и уничтожили всех древних. Команда Шеппарда должна вернуться в город и придумать способ спасти Джека О’Нилла и Ричарда Вулси. |            |                                                     |                  |
| 52 | 12         | «Миражи» «Echoes»                                   | 27 ноября 2006   |
| Тейлу преследует видение что-то кричащей женщины и обгоревшего мужчины. Беккет наблюдает за медицинской бригадой, оперирующей человека с сильнейшими ожогами, но внезапно видение исчезает. В это время Маккей работает над устройством для общения с атлантийскими косатками. Неожиданно оказывается, что они подражают языку древних. |            |                                                     |                  |
| 53 | 13         | «Невменяемый» «Irresponsible»                       | 4 декабря 2006   |
| Атлантийцы вновь встречаются с Люсиусом Лавином, который теперь на другой планете манипулирует непросвещенными жителями. Команда Шеппарда обнаруживает, что в своих «героических» инсценировках обманщик использует бывших гвардейцев Кауэна, после переворота работающих по найму. Тогда же на планету со своим личным интересом прибывает Акастус Кола. |            |                                                     |                  |
| 54 | 14         | «Дао Родни» «The Tao of Rodney»                     | 11 декабря 2006  |
| Благодаря машине древних, у Маккея возросли умственные способности. Его мозг может понимать вещи, которые остальным не подвластны. Он хочет перепрограммировать использование Атлантидой МНТ, а остальные даже не представляют, что он делает. Позже выясняется, что машина древних была предназначена для изменения ДНК, чтобы приблизить человека к вознесению. Но ментально к этому нужно было готовиться всю жизнь. Если подвести тело к вознесению, когда мозг будет к этому ещё не готов, человек просто умрет. |            |                                                     |                  |
| 55 | 15         | «Игра» «The Game»                                   | 18 декабря 2006  |
| Шеппард и Маккей играют в компьютерную игру древних, где нужно строить свою цивилизацию. Уже 2 года Маккей развивает своё Королевство Гелдар технологически, во главе его стоит очаровательная Нола, подозрительно похожая на Саманту Картер. Но, оказалось, что это вовсе не игра. Эти горожане на самом деле реальные люди и проживают на одной из планет в галактике Пегас. Команда Шеппарда попадает на эту планету, где в Родни признают Оракула, и просят помощи в борьбе с Хелоной, агрессивной соседней страной, которую развивал Шеппард в игре. |            |                                                     |                  |
| 56 | 16         | «Ковчег» «The Ark»                                  | 8 января 2007    |
| Команда Шеппарда обнаруживает в луне одной из планет космическую станцию, где устройство телепортации рейфов было трансформировано в устройство хранения людей. Сама планета была полностью уничтожена — цивилизация выбрала такой путь, чтобы спастись от рейфов. Первым просыпается создатель устройства — Герик, но он обнаруживает, что его семьи нет рядом. Тогда он пробуждает лидера своего народа — Джеймуса, и тот сообщает, что его семью спасти не успели. Тогда Герик решает, что и всему остальному народу жить не стоит. |            |                                                     |                  |
| 57 | 17         | «Воскресенье» «Sunday»                              | 15 января 2007   |
| Воскресенье на Атлантиде впервые объявлен всеобщим выходным. Но не все находят себе занятие, чтобы отвлечься от работы. Молодому ученому Майку Брентону с трудом удается уговорить Элизабет оставить работу и пообедать с ним. Как она ни сопротивлялась, но закончился обед на одном из живописных пирсов Атлантиды. Вейр не знала, как реагировать, когда Майк начал целовать её, однако в это время поступило сообщение о сильнейшем взрыве в городе, в результате которого погибли люди. Ещё один взрыв убивает в числе прочих доктора Карсона, его тело сослуживцы отправляют для погребения на Землю через звёздные врата.                                      |            |                                                     |                  |
| 58 | 18         | «Погружение» «Submersion»                           | 22 января 2007   |
| Маккей обнаруживает, что древние работали над альтернативой МНТ. У них была глубоководная буровая платформа, извлекавшая энергию магмы планеты. Атлантийцы отправляются туда, чтобы попытаться активировать её. Неожиданно Тейла начинает чувствовать присутствие рейфа. |            |                                                     |                  |
| 59 | 19         | «Месть» «The Vengeance»                             | 29 января 2007   |
| Таранцы, старые знакомые атлантийцев, неожиданно перестали выходить на связь. Команда Шеппарда отправляется на планету и обнаруживает поселение совершенно оставленным. В лабиринтах под поверхностью планеты атлантийцы обнаруживают множество мертвых тел. Нечто начинает охоту и на них. Позже они узнают, что попали в ловушку, устроенную их старым знакомым. |            |                                                     |                  |
| 60 | 20         | «Первый удар (первая часть)» «First Strike»         | 5 февраля 2007   |
| В Атлантиду прибывает новый земной корабль «Аполлон» с полковником Абрахамом Эллисом. На Земле узнали, что репликаторы вовсю строят флот, чтобы снова попытаться захватить Атлантиду, но на этот раз они используют обычный материал вместо «клеток» репликаторов. Поэтому на Земле решили, что Атлантида должна первой нанести удар по репликаторам. Тем временем азгарды смогли создать спутниковое оружие, способное уничтожить всех репликаторов на поверхности планеты. В Зоне 51 пытаются повторить открытие. И лишь доктор Вейр беспокоится по поводу всего этого плана — ведь они официально начинают войну. Притом войну против очень могущественного врага. |            |                                                     |                  |